# Cani nel programma spaziale sovietico

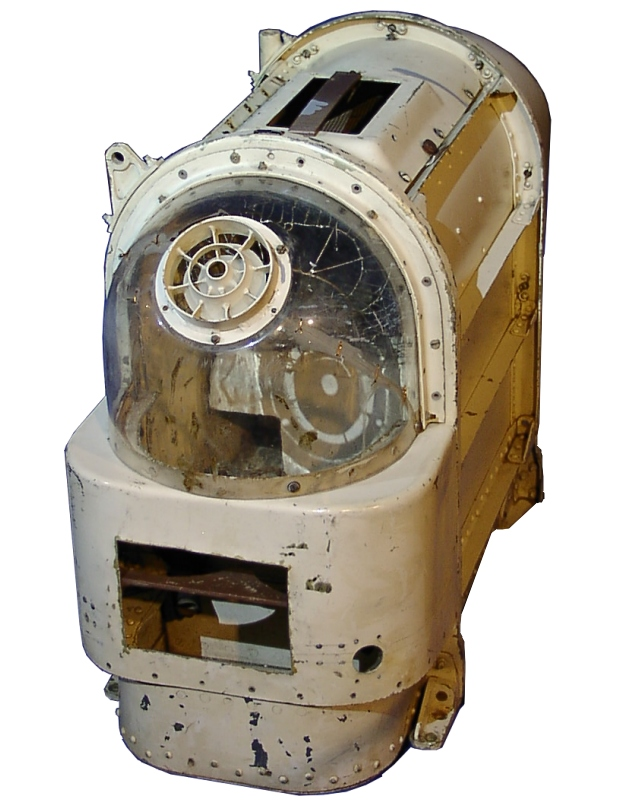
Modulo di sicurezza ad ambiente controllato usato per i voli orbitali e sub-orbitali.

Nel corso degli anni cinquanta e sessanta del XX secolo, nell'ambito del programma spaziale sovietico, l'URSS ha utilizzato diversi cani per i voli spaziali suborbitali ed orbitali al fine di determinare se il volo nello Spazio fosse fattibile o meno per l'uomo.
In questo periodo l'Unione Sovietica lanciò nelle proprie missioni almeno 57 cani. Il numero dei cani che raggiunsero effettivamente lo Spazio è tuttavia inferiore; inoltre, è bene ricordare che alcuni cani sono stati impiegati in più di un'occasione. La maggior parte degli animali sono sempre sopravvissuti: i pochi che sono morti sono stati persi per lo più a causa di guasti tecnici, ad esclusione della prima, Laika, il cui volo non previde mai il rientro.

## Addestramento
I cani sono stati l'animale preferito negli esperimenti spaziali degli scienziati sovietici, in quanto erano considerati animali ben adatti a sopportare lunghi periodi di inattività. Per abituarli agli spazi angusti delle navicelle spaziali, gli animali venivano messi in piccole gabbie per un periodo di 15-20 giorni. Venivano scelti cani randagi, piuttosto che animali abituati a vivere in casa, in quanto si riteneva che sarebbero stati in grado di meglio tollerare i rigori termici e le intense sollecitazioni del volo spaziale. Venivano scelti inoltre cani di sesso femminile, perché considerati più docili, e perché il meccanismo che doveva raccogliere l'urina e le feci degli animali era dotato di uno speciale dispositivo, progettato per funzionare solo con le femmine.
Gli animali prima del lancio venivano inoltre dotati di tute spaziali che portavano per un certo periodo di tempo, in maniera da abituarli, e venivano anche messi in macchinari che simulavano il lancio ed in speciali centrifughe che simulavano l'elevata accelerazione del lancio stesso.
I cani lanciati in orbita venivano alimentati con un nutriente gelatinoso ricco di proteine.

## Voli sub-orbitali
Dal 1951 al 1956, diversi cani sono stati portati ad una altitudine di 100 km, a bordo di 15 diversi voli scientifici su razzi R-1. I cani indossavano apposite tute e caschi in vetro. Dal 1957 al 1960, 11 ulteriori voli con cani a bordo sono stati effettuati su razzi R-2 che li portarono ad un'altezza di circa 200 km. Nel 1958 tre voli sono stati invece effettuati ad un'altitudine di circa 450 km, su razzi R-5.
Nei voli dotati dei razzi R-2 e R-5, i cani erano contenuti in una cabina pressurizzata.

### Dezik, Cygan e Lisa
Dezik (Дезик) e Cygan (Цыган, "Vagabonda", citata anche come Gypsy) furono i primi cani nella storia ad effettuare un volo sub-orbitale, il 22 luglio 1951. Entrambi i cani vennero recuperati incolumi dopo un viaggio ad una altitudine massima di 110 km. Dezik fece in seguito un altro volo sub-orbitale, il 29 luglio 1951, con un altro cane di nome Lisa, ma entrambi perirono a causa di un malfunzionamento del paracadute. Dopo la morte di Dezik, Cygan venne adottato dal fisico sovietico Anatolij Blagonravov.

### Lisa e Ryžik
Un altro cane di nome Lisa (Лиса, "Volpe"), assieme a Ryžik (Рыжик, "Ginger" -aveva il pelo rosso-), volarono ad un'altitudine di 100 km il 2 giugno 1954.

### Smelaja e Malyška
Smelajaa (Смелая, "Coraggiosa") doveva fare un volo a settembre, ma scappò il giorno prima del lancio. Venne ritrovata il giorno dopo e poi riuscì a fare un volo -che si concluse con successo- assieme ad un altro cane di nome Malyška (Малышка, "Piccola").

### Bolik e ZIB
Bolik (Болик) fu un cane che scappò solo pochi giorni prima del suo volo, nel settembre del 1951. Venne sostituito con un cane di nome ZIB (in russo Замена исчезнувшему Болику?, Zamena isčeznuvšemu Boliku; "Sostituto dello scomparso Bolik"), era un cane randagio non addestrato e trovato in giro per il cosmodromo. Il suo volo si concluse con successo.

### Otvažnaya e Snežinka
Otvažnaya (Отважная, "Coraggiosa") fece un volo il 2 luglio 1959 assieme ad un coniglio di nome Marfuša (Марфуша, "Piccola Marfa") e un altro cane che si chiamava Snežinka (Снежинка, "Fiocco di neve"). Fece in seguito ben altri 5 voli tra il 1959 ed il 1960.

### Al'bina e Cyganka
Al'bina (Альбина, nome reale non datole per l'occasione) e Cyganka (Цыганка, "Vagabonda") vennero entrambi espulsi dalla loro capsula ad un'altitudine di 85 km e riuscirono ad atterrare incolumi. Albina era uno dei cani selezionati per la missione Sputnik 2, ma non volò mai in orbita.

### Damka e Krasavka
Damka (Дамка, "Regina di Dame") e Krasavka (Красавка, "Piccola bellezza") 
dovevano fare un volo orbitale il 22 dicembre 1960 per il programma Vostok, ma la loro missione fu caratterizzata da una serie di guasti alle apparecchiature: il razzo fallì la missione ed entrò nell'atmosfera dopo aver raggiunto un apogeo sub-orbitale di 214 km. La navicella doveva espellere i cani, ma il seggiolino eiettabile non si innescò. Gli animali rimasero quindi nella capsula quando questa tornò sulla Terra. Una squadra di tecnici si prodigò nel localizzare e recuperare la capsula, che venne ritrovata sprofondata nella neve. Il giorno del ritrovamento non vi era però sufficiente luce per tentare di aprire la capsula: la squadra riferì solamente che l'oblò era ghiacciato e che la temperatura era di -45 gradi. Nessun segno di vita venne rilevato all'interno. Ma il secondo giorno invece, i cani furono sentiti abbaiare, non appena si tentò di aprire la capsula. I cani furono subito avvolti in cappotti di pelle di pecora e trasportati in aereo a Mosca.
Damka era conosciuta anche come Šutka (Шутка, "scherzo") o Žemčužnaja (Жемчужная, "Perla") e Krasavka era conosciuta anche come Kometka (Кометка, "Piccola cometa") o Žul'ka (Жулька, "Imbrogliona").

### Bars e Lisička
Bars (Барс, "Leopardo delle nevi") e Lisička (Лисичка, "Volpacchiotta") sono stati altri animali lanciati in orbita durante il programma Vostok, ma morirono dopo che il razzo esplose appena 28,5 secondi dopo il lancio, avvenuto il 28 luglio 1960. Bars era conosciuto anche come Čajka ("Gabbiano").

### Altri cani
Altri cani che hanno volato su voli sub-orbitali comprendono Dymka (Дымка, "Fumo"), Modnica (Модница, "Modaiola") e Kozjavka (Козявка, "Zanzarina").
Almeno quattro altri cani volarono nel settembre del 1951, e due -o più- (le notizie sono incerte) morirono.

## Voli orbitali

### Laika

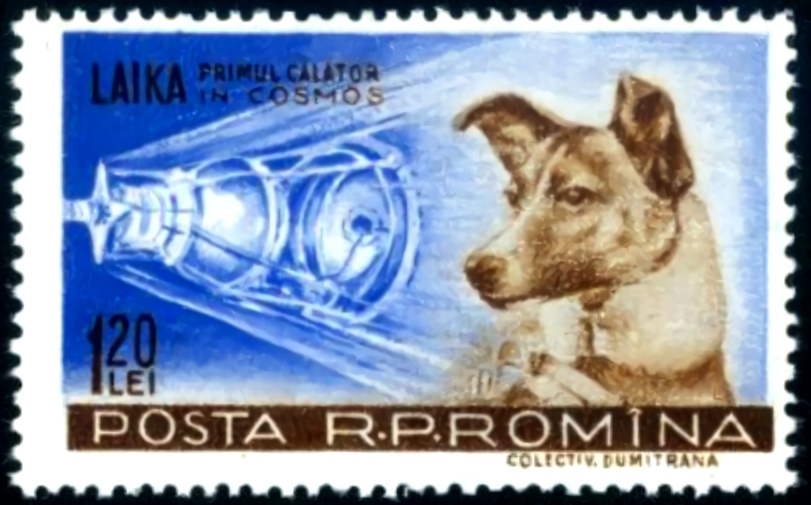
Un francobollo della Repubblica Popolare Romena dedicato alla cagnetta Lajka, primo essere vivente a volare nello Spazio

Laika (Лайка, "Piccolo abbaiatore"), divenne il primo essere vivente della Terra a volare in orbita, a bordo dello Sputnik 2 il 3 novembre 1957. Alcuni la chiamano "il primo passeggero-animale vivente ad andare nello spazio", ma altri sostengono che cani che effettuarono precedentemente voli sub-orbitali superarono in realtà il bordo del primo Spazio.
Laika era anche conosciuta come Žučka (Жучка, "Piccolo insetto") e Limončik (Лимончик, "Piccolo limone"). I media americani la soprannominarono "Muttnik", facendo un gioco di parole tra la parola Mutt (che in inglese significa bastardino) e il nome della capsula Sputnik.
Morì dopo circa 5-7 ore, a seguito dello stress e del surriscaldamento della navicella. Tale causa della morte non fu resa pubblica fino all'ottobre 2002, precedentemente infatti i russi dicevano che era morta quando l'apporto di ossigeno nella navicella iniziò a calare.
In una conferenza stampa a Mosca nel 1998 Oleg Gazenko, uno scienziato russo coinvolto in quel tempo nel programma spaziale sovietico, dichiarò: "più il tempo passa, più mi dispiace per essa. Non abbiamo imparato granché dalla missione, per giustificare la morte del cane…"

### Belka e Strelka
Belka (Белка, "Scoiattolo") e Strelka (Стрелка, "Freccia") trascorsero una giornata nello spazio a bordo del Korabl'-Sputnik-2 (Sputnik 5) il 19 agosto 1960, e riuscirono a tornare sane e salve sulla Terra.
Erano accompagnate da un coniglio grigio, 42 topi, 2 ratti, mosche e un gran numero di piante e di funghi. Tutti gli animali sopravvissero. Erano le prime creature della Terra ad andare in orbita e a ritornare vive.
Strelka in seguito ebbe sei cuccioli con un cane di nome Pušok e parteciparono a numerosi esperimenti spaziali basati a terra, non tornò più nello Spazio. Uno dei suoi cuccioli venne chiamato Pušinka (Пушинка, "Birichino") e venne regalato alla figlia del presidente John F. Kennedy da Nikita Chruščëv nel 1961.
Una foto di alcuni cani discendenti di Belka e Strelka si trova presso il Museo Zvezda di Mosca.
Un film d'animazione russo intitolato Belka i Strelka (distribuito in Italia col titolo: Space Dogs) è uscito nel 2010.
Un satellite bielorusso, il BelKA, ricorda nel nome una delle due cagnette, anche se in realtà il nome del satellite è un acronimo di "Apparato cosmico bielorusso" (in bielorusso Беларускі Касмічны Апарат?, Belaruskì Kasmìčny Aparat).

### Pčëlka e Muška
Pčëlka (Пчёлка, "Piccola ape") e Muška (Мушка, "Piccolo volo") trascorsero un giorno in orbita il 1º dicembre 1960, a bordo del Korabl'-Sputnik-3 (Sputnik 6) con altri animali, piante ed insetti. A causa di un errore tecnico, la loro navicella si disintegrò durante il rientro il 2 dicembre 1960 e tutti gli animali morirono. Muška era uno dei tre cani addestrati per la missione Sputnik 2 e venne utilizzata durante i test a terra. Non volò sullo Sputnik 2 in quanto in quel periodo si rifiutava di mangiare.

### Černuška
Černuška (Чернушка, "Nerina") compì un'orbita a bordo del Korabl'-Sputnik-4 (Sputnik 9) il 9 marzo 1961, assieme ad un manichino di un cosmonauta (che i funzionari sovietici soprannominano "Ivan Ivanovič"), topi e un porcellino d'India. Il manichino venne espulso dalla capsula durante il rientro ed atterrò senza problemi di sorta con un paracadute. La cagna Černuška venne recuperata sana e salva all'interno della capsula.

### Zvëzdočka
Zvëzdočka (Звёздочка, "Stellina"), scelta da Jurij Gagarin, ha fatto un'orbita a bordo del Korabl'-Sputnik 5 (Sputnik 10) il 25 marzo 1961 assieme, anche questa volta, ad un manichino di un cosmonauta (in legno). Era l'ultimo test di volo prima dello storico lancio di Gagarin del 12 aprile. Anche questa volta il manichino venne espulso dalla capsula mentre Zvëzdočka rimase dentro. Entrambi vennero recuperati con successo.

### Veterok e Ugolëk

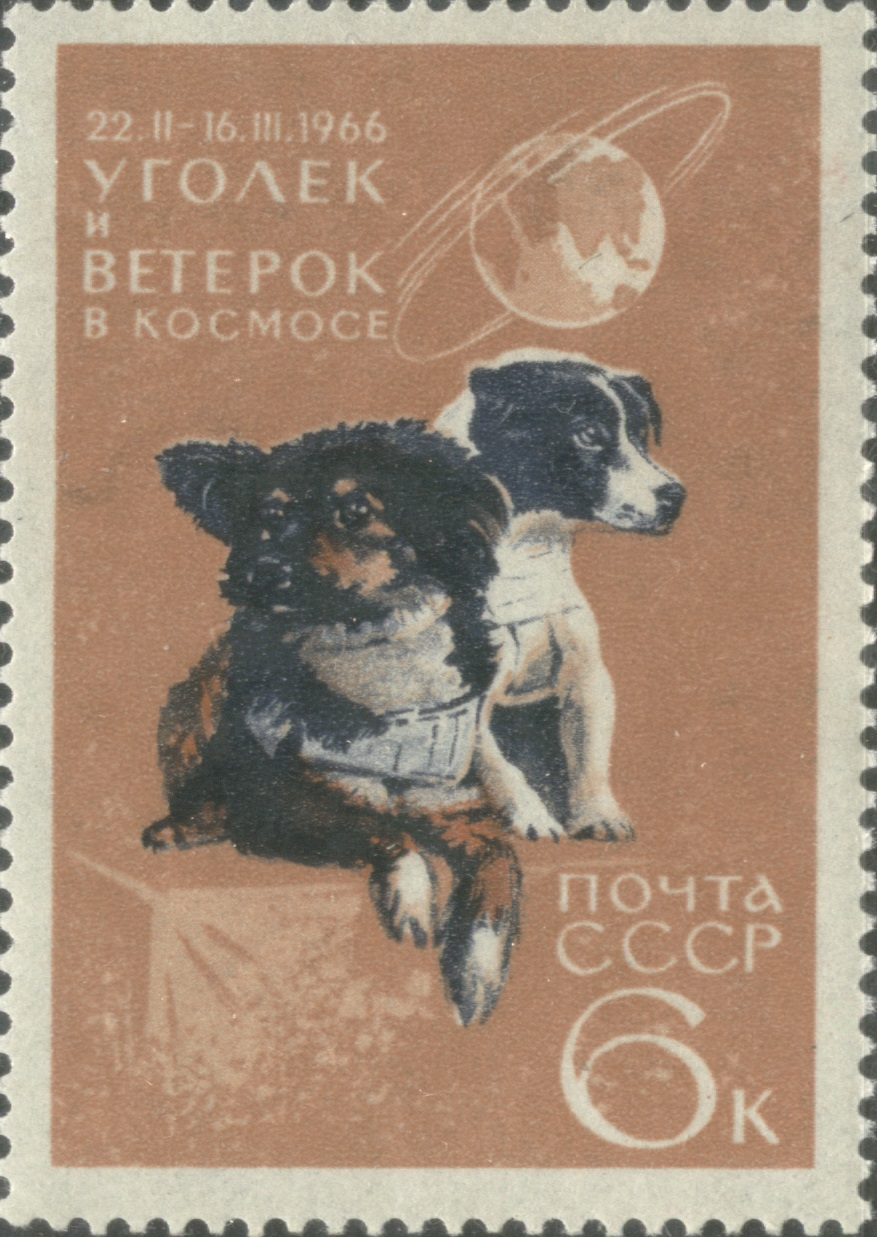
Veterok e Ugolëk in un francobollo sovietico del 1966

Veterok (Ветерок, "Venticello/Brezza") e Ugolëk (Уголёк, "Brace") sono stati lanciati il 22 febbraio 1966, a bordo del Kosmos 110, ed hanno trascorso 22 giorni in orbita prima di rientrare a Terra il 16 marzo. Questo volo spaziale della durata record di oltre tre settimane venne superato dagli esseri umani solo il 2 giugno 1973, all'interno dello Skylab, e rappresenta tuttora il più lungo volo nello Spazio effettuato da dei cani.